# Kapel van Onze-Lieve-Vrouw-ten-Steen
De kapel van Onze-Lieve-Vrouw-ten-Steen is een van oorsprong 14e-eeuwse kapel en bedevaartsoord te Grimde, een gehucht in de Belgische provincie Vlaams-Brabant dat tegenwoordig deel uitmaakt van de gemeente Tienen.

## Geschiedenis

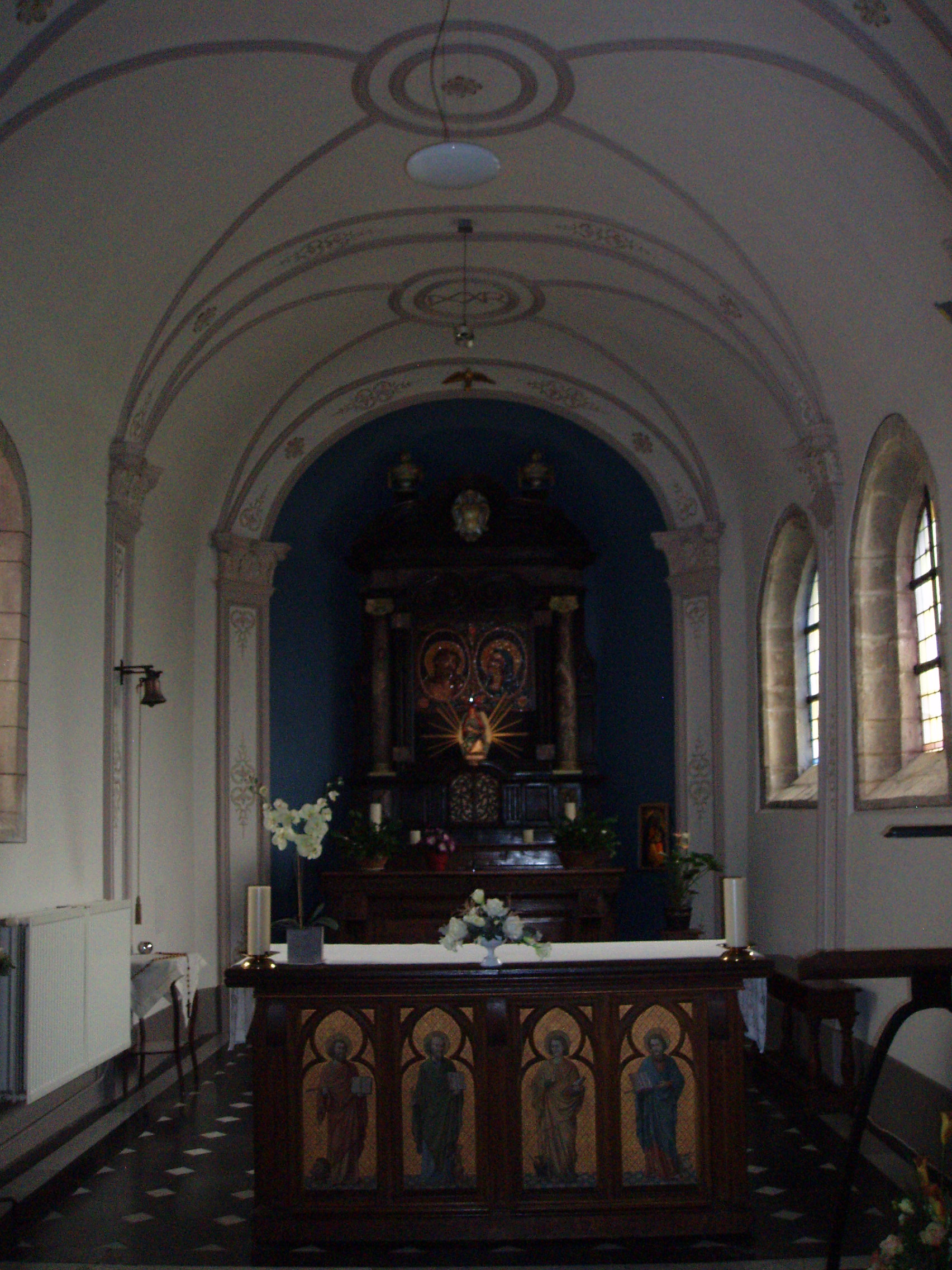
Het koor van de kapel

Vermoedelijk stond er op de huidige plaats rond 1325 al een houten kapel met daartegen een kluis aangebouwd. Achter de kapel ligt een oude menhir. In de jaren zestig waren er nog meer te vinden. Deze kapel zou vlak bij een leprozerie voor mannen gebouwd zijn, vandaar werd ze soms ook aangeduid als "sieckerlieden". De kluizenaar zou toezicht gehouden hebben op en gebeden voor de melaatsen. De kapel lag aan de oude heirbaan Via Belgica. In 1328 werd begonnen met de bouw van een stenen kapel in gotische stijl. Deze werd ingewijd op 10 mei 1331. Resten van deze oorspronkelijke stenen kapel zijn nog bewaard: de onderbouw van de noordelijke muur, het koor en de zuidelijke transeptarm. De kapel was toegewijd aan de heilige Maurus en werd daarom ook de "kapel van Sint-Maurus" genoemd, of de "kapel van Sint-Moor" of kortweg "Sint-Moors". De leprozerie zou tegen de kapel gestaan hebben.

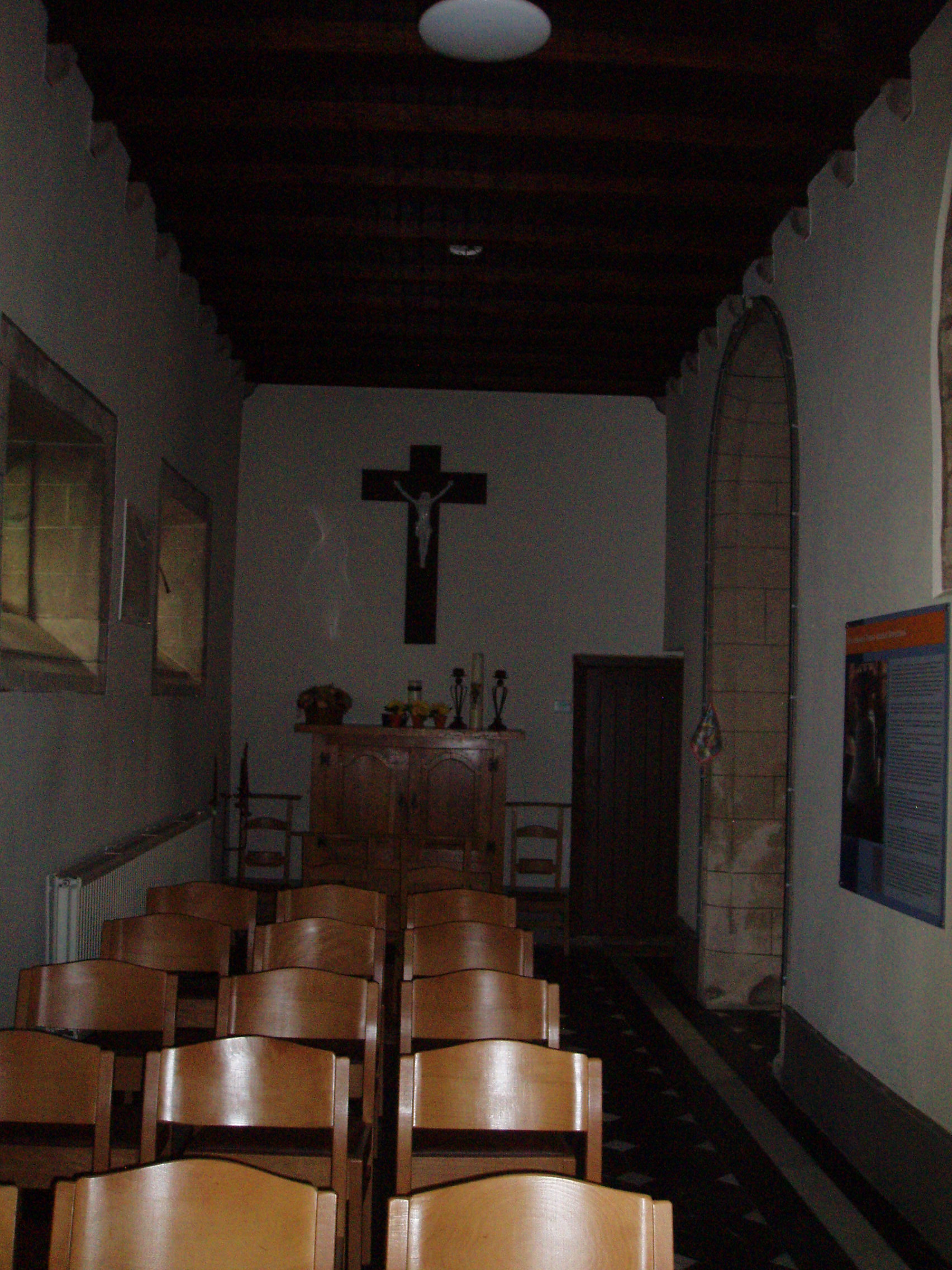
Zijbeuk waar voorheen de kluizenaar woonde

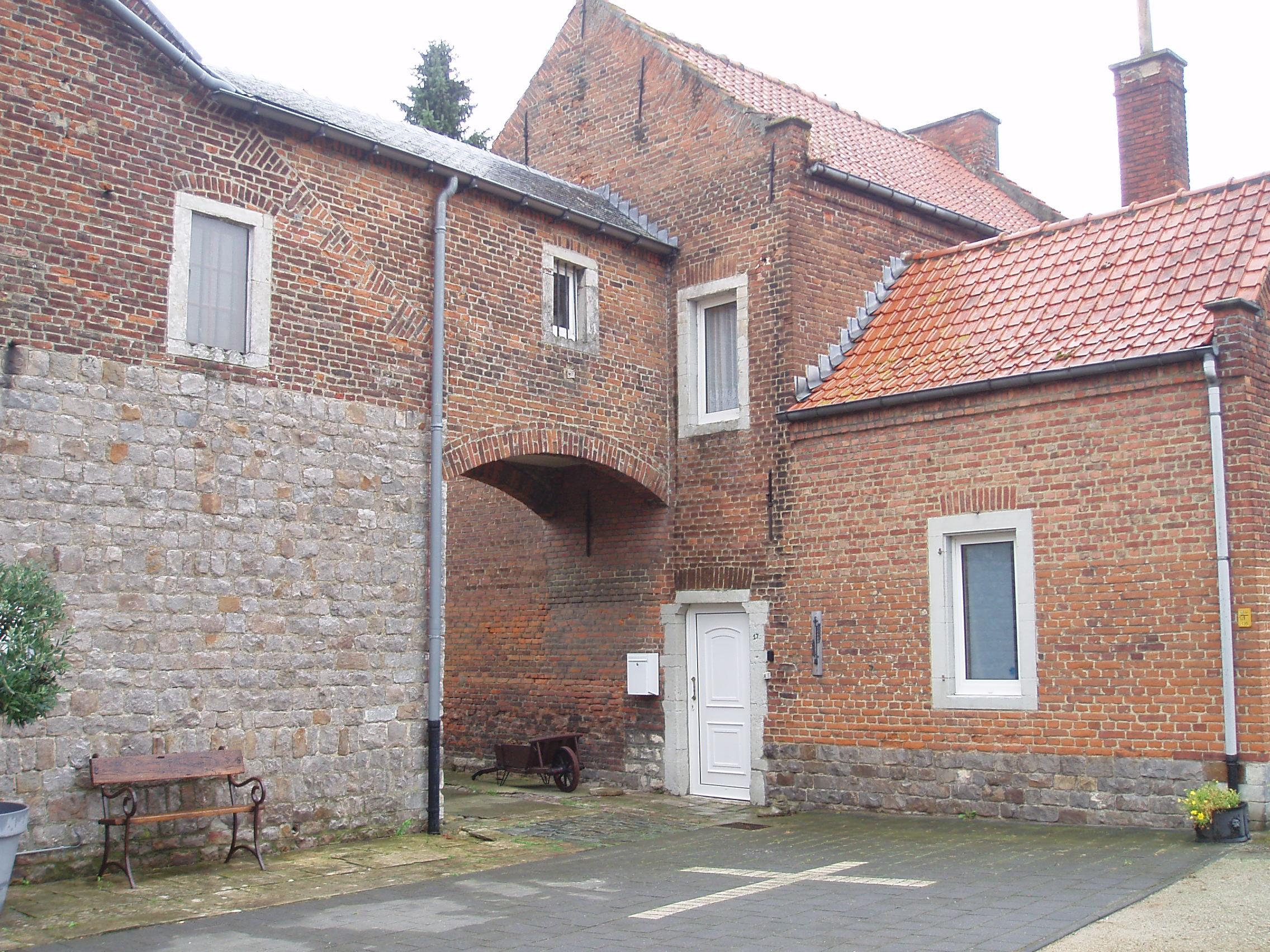
Kluizenaarswoning met verbinding naar de kapel

De kapel was aanvankelijk eenbeukig en had een driezijdig afgesloten koor (nog bewaard). De kapel was ook veel kleiner dan de huidige. In 1460 gebeurde een eerste uitbreiding met een transeptarm. Voor de kapel werden dan drie stenen geplaatst, waaraan ze later haar naam zou danken. In 1489 stichtten de troepen van Albrecht van Saksen op veel plaatsen in de omgeving brand. Onder meer een deel van de leprozerie viel hieraan ten prooi. In 1502 werd de leprozerie heropgebouwd en werd waarschijnlijk een beuk bijgebouwd in de kapel. Dit werd de verblijfplaats voor de kluizenaar tot in de 18e eeuw. Rond 1550 werd de kapel verlengd en werd het voorportaal en de toren gebouwd. In de 17e eeuw verdween de melaatsheid en werden de namen die daarnaar verwezen steeds minder gebruikt. Vanaf 1620 wordt de kapel in de meeste documenten benoemd als "Onze-Lieve-Vrouw-ten-Steen".
De huidige vorm van de kapel dateert van 1699. Deze datum staat boven de ingang. De kapel werd dan gedeeltelijk herbouwd in baksteen en kwartsiet. In 1755 viel de kapel terug ten prooi aan brand, waarna het interieur werd aangepast. Voor de kluizenaar werd dan het aanpalende huis met de bovengrondse verbinding naar de kapel gebouwd.

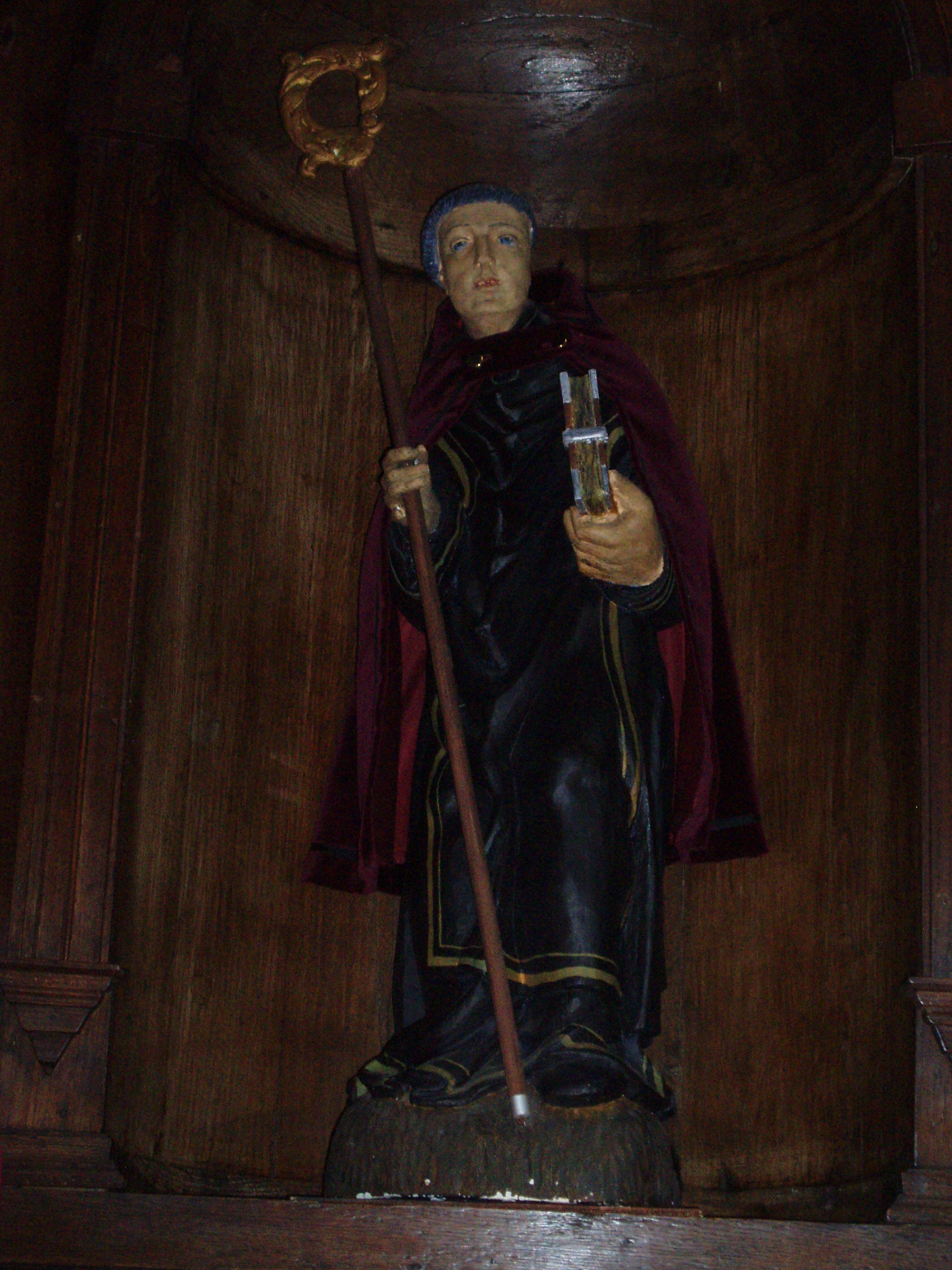
Het beeld van Sint-Maurus

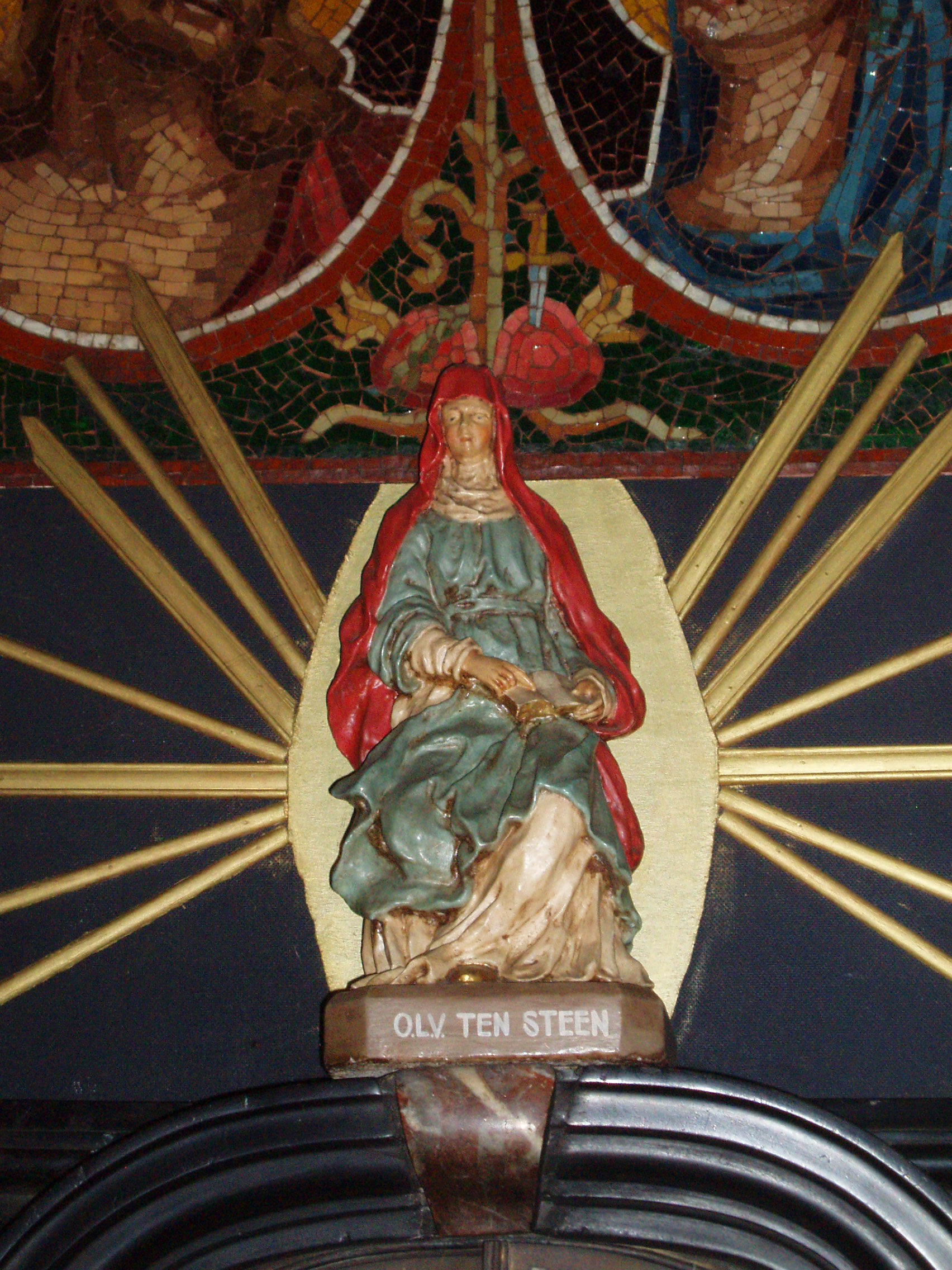
Beeld van O.L.V.-ten-Steen in het hoogaltaar

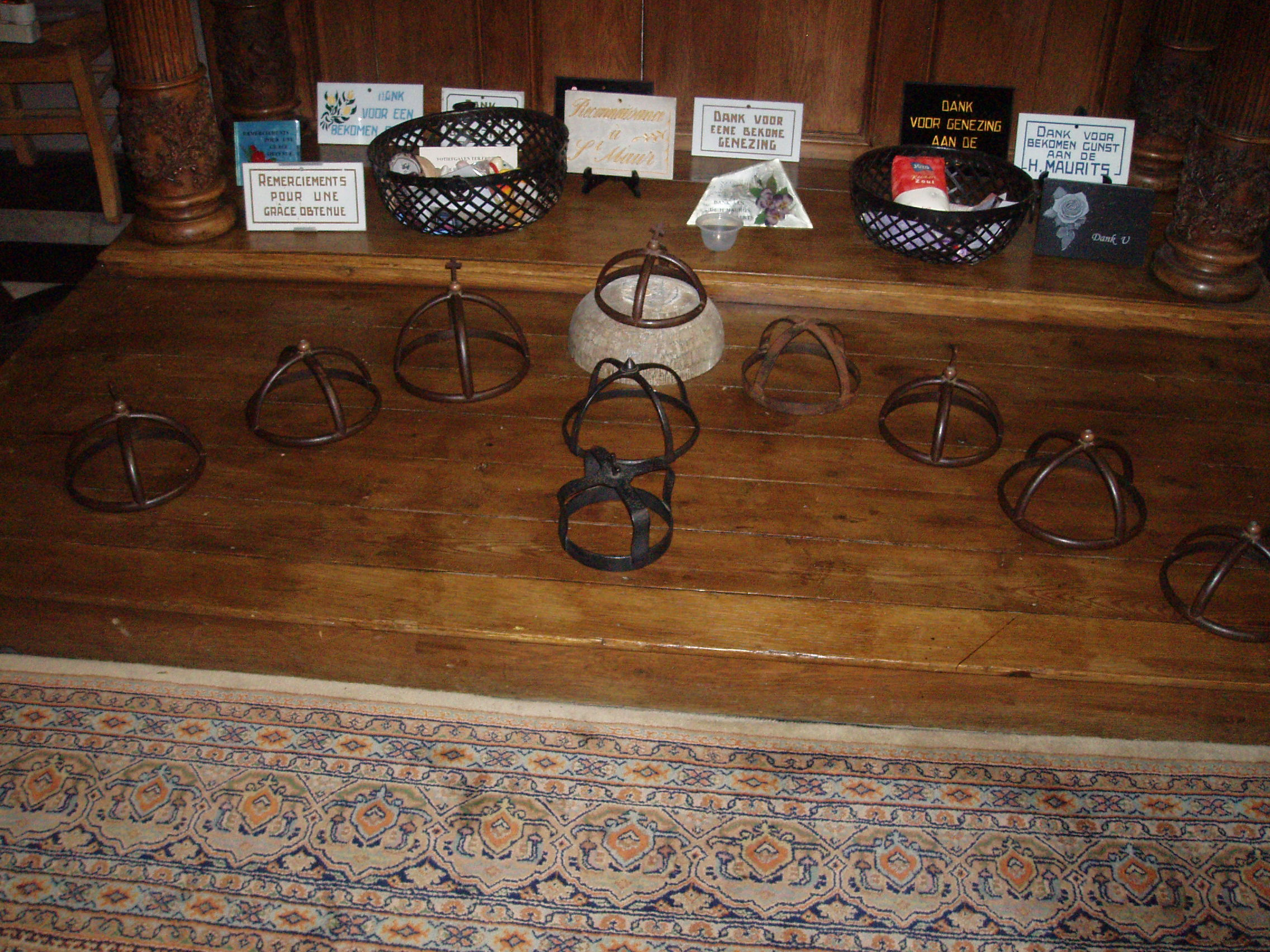
IJzeren kronen om te bidden tegen hoofdpijn

## Interieur
De decoratie van de kapel is vrij beperkt. Lange tijd stonden er meer zaken, maar een aantal werden verwijderd en in de 21e eeuw werden ook zaken gestolen. Het hoogaltaar is barok en stamt uit de tweede helft van de 17e eeuw. Het belangrijkste beeld is dat van Sint-Maurus. Het is een gepolychromeerd houten beeld van 85 cm hoog uit de tweede helft van de 16e eeuw. Het beeld in de kapel is echter een kopie: omwille van de diefstallen werd het originele beeld ondergebracht in het Tiense stadsmuseum Het Toreke. Een ander beeld is dat van Onze-Lieve-Vrouw uit 1871. Voorheen zou er een ouder, gelijkaardig beeld zijn geweest. Het is een atypisch beeld: een zittende Lieve Vrouw zonder Jezus. Op haar schoot houdt ze een open boek vast. Haar kleed wordt vastgehouden door een riem: de "riem van Troost". Het gepolychromeerde beeld is gemaakt in kalksteen van Euville.
Verder hangt in de kapel onder meer nog een groot 18e-eeuws schilderij van de provoosten van de "Confrérie van Sincte Moor".

## Bedevaart
De kapel is eveneens een bedevaartsoord. Het beeld van Sint-Maurus speelt hierbij onder meer een belangrijke rol. Sint-Maurus wordt er aanroepen tegen de hoofdpijn. Hierbij zetten de bedevaarders een ijzeren kroon op het hoofd en bidden vijf Onzevaders, vijf Weesgegroeten en vijf Eer aan de Vaders. De ijzeren kronen liggen aan de voet van het altaar met het Sint-Maurusbeeld. Er wordt ook gebeden voor koppige kinderen. In een mandje onderaan het altaar (bij de kronen) laat men dan een voorwerp van het kind achter.
In de kapel kunnen bedevaarders een medaille van Onze-Lieve-Vrouw-ter-Steen kopen. De oudste gekende medailles dateren van rond 1850 en zijn gemaakt in verzilverd koper of in geelkoper. De medailles van 1972 werden gemaakt in verguld zink en die van 1995 in verzilverd zink. Bedevaarders nemen soms ook bedevaartsvaantjes mee. In mei zijn er dagelijks gebedsdiensten in de kapel.
Het Dertienmaal is een oude bedevaart die nog jaarlijks plaatsvindt tussen Hakendover en Grimde. Bedevaarders leggen dertienmaal de afstand tussen de kerk van Hakendover en de Kapel van Onze-Lieve-Vrouw-ten-Steen af, een tocht van in totaal bijna 42 km.

## Confrérie van Sincte Moor
Het proostbroederschap of de Confrérie van Sincte Moor is een vereniging die zich inzet voor het in stand houden en promoten van de kapel. In 2016 werd de 500ste verjaardag van de Confrérie gevierd. Aanvankelijk bestond de Confrérie uit 12 edelen of vooraanstaanden uit de omgeving. Het schilderij van de Confrérie dat nog in de kapel hangt, toont de 12 proostbroeders uit het begin van de 18e eeuw. Nadat de Confrérie ongeveer 200 jaar was verdwenen, werd ze in 2006 heropgericht als promotie- en beschermingscomité.

## Bouwkundig erfgoed
De kapel is nog niet beschermd als monument, maar werd wel opgenomen in de Inventaris van het Bouwkundig Erfgoed. In 2009 gebeurde een vaststelling als bouwkundig erfgoed.